# یینزی
یینزی (به لاتین: Yinzi) یک شهرک در جمهوری خلق چین است که در Rongcheng واقع شده‌است.